# Pinyó (botànica)

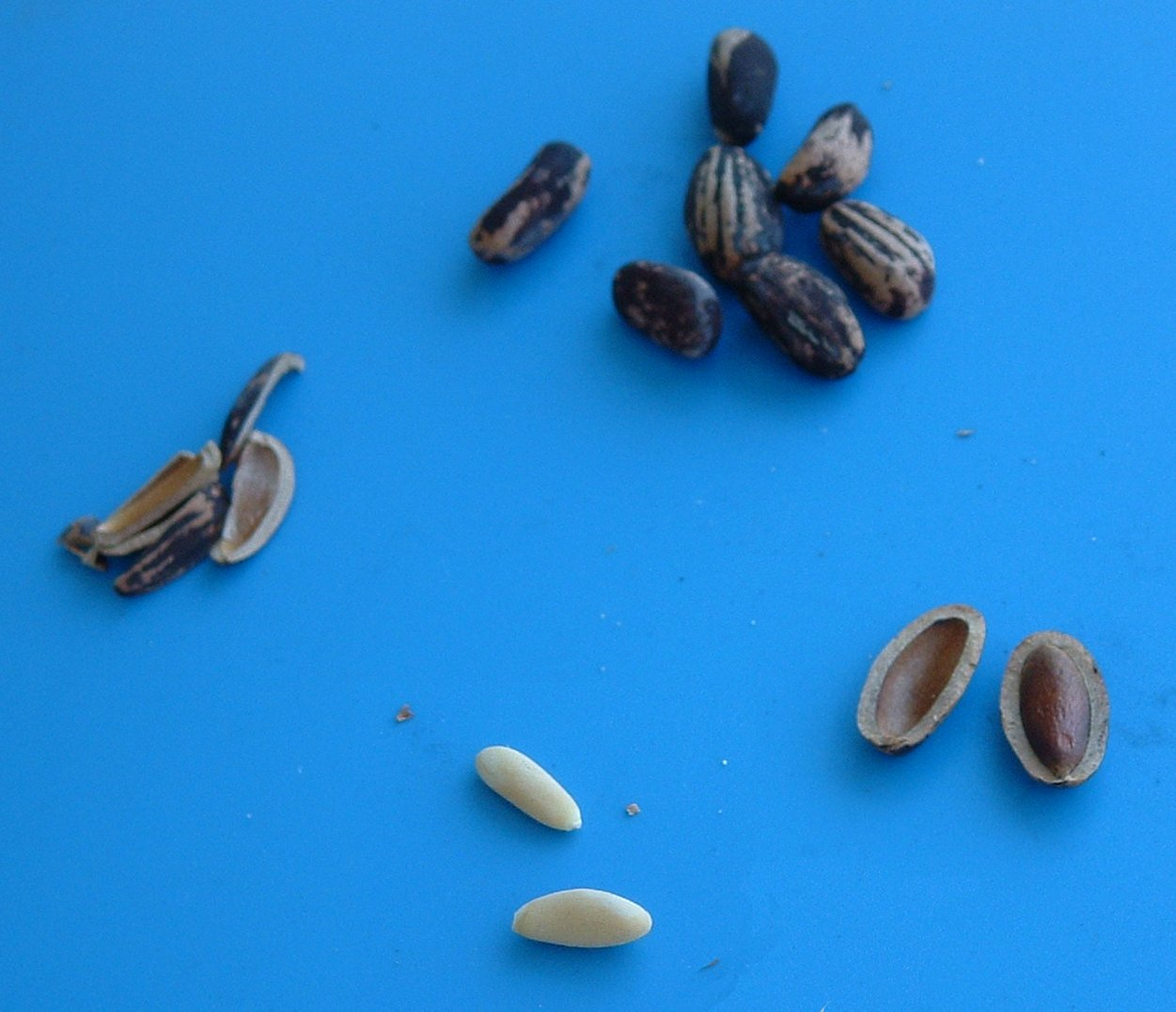
Pinyons amb closca i pinyons pelats

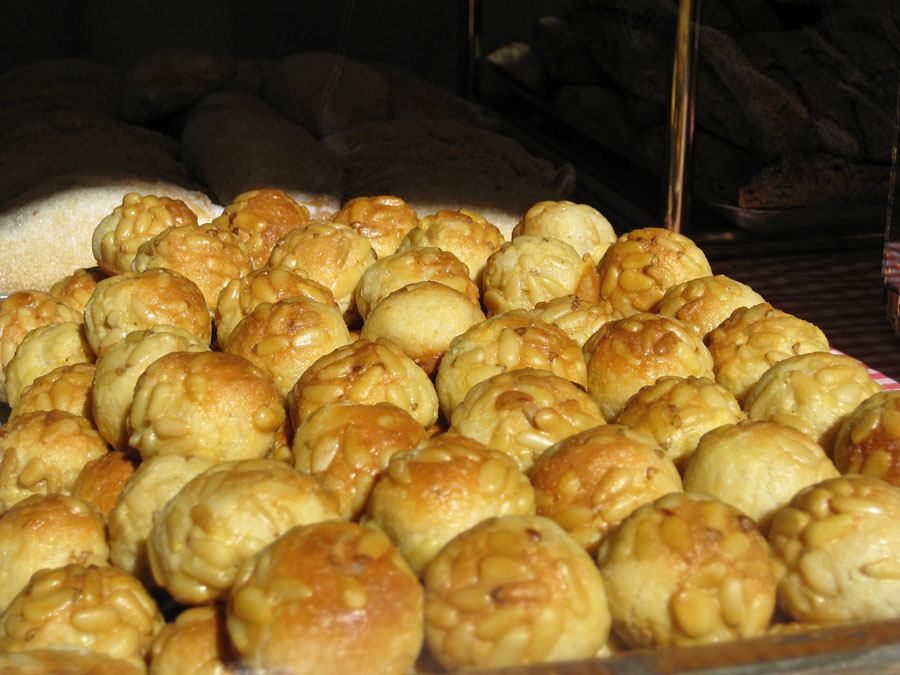
Panellets de Morella.

El pinyó és la llavor comestible del pi. No és un fruit, ni tampoc és fruita seca, encara que en la gastronomia sovint el classifiquen com a tals.

## Pinyol i pinyó
El pinyol, que es troba dintre de les pinyes, té forma el·lipsoidal i clofolla molt dura. El pinyó es troba dintre del pinyol i és tou i de color blanquinós.

## Varietats
Hi ha al voltant de vint espècies de pins que produeixen pinyons prou grans perquè la seva recol·lecció sigui productiva. Altres espècies també són comestibles però llurs pinyons són massa petits perquè tinguin valor comercial.

## Nutrició
Per cada 100 grams de pinyons el contingut en proteïnes és d'aproximadament 31 grams. A més són una font de fibra alimentària.

## Gastronomia

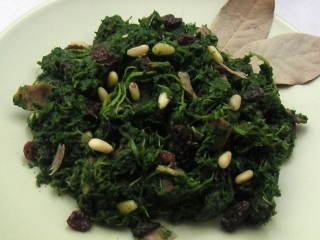
Espinacs amb panses i pinyons.

Els pinyons més valorats des del punt de vista gastronòmic als Països Catalans són els del pi pinyoner, que són més rodons que els altres. Aquest pi és present a gran part dels Països Catalans però és al Principat on més pinyons s'obtenen per comercialitzar.
Els pinyons s'utilitzen tant per a l'elaboració de plats salats, molt sovint acompanyats de panses, com per als dolços. De vegades són simplement un element enriquidor o decoratiu però d'altres acaparen el protagonisme del plat. S'usen sovint a les picades. Són típics, amb panses, a plats com el bacallà amb panses i pinyons o els espinacs amb panses i pinyons, canelons, coques salades i panades, per exemple.
D'entre els dolços destaquen els panellets de pinyons tradicionals, i també es fan servir a les coques, pastissos i postres de músic, entre molts altres.
Especialment en els àpats de Nadal, els pinyons es fan servir com a ingredient a les barreges per farcir aus, com el gall dindi o els capons.